# 東武500系電車
東武500系電車（とうぶ500けいでんしゃ）は、東武鉄道の特急形車両。愛称はリバティ（Revaty）。

## 概要
日光線・鬼怒川線・伊勢崎線・野田線および野岩鉄道会津鬼怒川線・会津鉄道会津線への直通特急列車用車両として、2016年（平成28年）度に川崎重工業で製造され、2017年（平成29年）4月21日に営業運転を開始した。東武での特急形車両の新造は26年ぶりで、本系列の導入に伴い6050系・300系と200系の一部が置き換えられている。
愛称の「Revaty（リバティ）」は併結・分割機能を活かした多線区での運行を表す「Variety」と路線を縦横無尽に走り回る自由度の高さを表す「Liberty」に由来する造語である。なお、東武は500系導入に先立つ2016年（平成28年）1月15日付で「Revaty（リバティ）」の名称を商標出願し、同年6月24日付で登録されている（登録商標 第5861013号）。
2018年5月24日付で「鉄道友の会」のローレル賞を受賞した。東武の車両が同賞を受賞したのはこれが初めてである。

## 車両概説

### 車体
構体はアルミ合金製ダブルスキン構造の採用で軽量化が図られており、床面高さを100系より60 mm低くしてプラットホームとの段差解消に努めている。本系列の全体の設計コンセプトとして「さまざまな運行形態で運用可能な速達性と快適性を持った特急列車」として、前面を貫通形として分割・併合を行えるようにしている。特急車両であることを印象させるスピード感を表現するため、先頭車形状を前面にプラグドア式の貫通扉を装備した前面部から屋根部まで続く傾斜がある流線形状とし、走行時での風圧抵抗を抑制しており、貫通扉の上部と下部両側には小型モジュール式LEDの前照灯を配置している。また、先頭車の先頭部は、構造設計において、衝突シミュレーションを使用して算出した必要とされる構体強度を基に製造されており、衝突安全性の向上が図られている。
デザインは形状を東京スカイツリーに代表される先進性と豊かな自然や時の流れのおおらかさを持つ格式を持つものとし、車体外板塗色はシャンパンベージュ■をベースに側面の客室窓周りにフォレストグリーン■と東武グループのロゴカラーであるフューチャーブルー■を配置している。
デザインの監修は奥山清行が代表を務める「KEN OKUYAMA DESIGN」が担当している。

### 車内
内装は東京スカイツリーをイメージさせる白を基調とし、雄大な大地や樹木をイメージさせる木目調を随所に配置しており、天井部は隅田川や鬼怒川などをイメージした波型のデザインとなっている。また、窓と窓の間の柱や座面に江戸小紋のデザインを取り入れている。また、座席の色を江戸の伝統色である江戸紫とし、座席の袖の一部に伝統工芸の印伝をモチーフとした柄を配置して、背面テーブル・腰掛テーブル・コンセントを備えており、窓間の柱部には、江戸小紋で縁起物とされているトンボをモチーフとしたデザインとすることで「（東京スカイツリーや鬼怒川など）沿線の魅力をつむぐ」をコンセプトとしている。
客室照明は直管形LED灯を使用した間接照明としており、色温度は落ち着いた温かみを感じる色調の3500 Kとして、天井形状に沿って配置することにより、天井部での照度むらを解消している。
空調装置は屋根上に46.51 kW（40,000 kcal/h）の三菱電機製CU738形集中式冷房装置を搭載しており、各座席の風量が均一になるように、長手方向（線路方向）に伸びる主ダクトから、各座席に分岐させる構造とし、窓上部手前に風量調整用のスリットを設けているほか、各車に6 - 7台の空気洗浄装置を搭載している。
全車両とも座席は通路を挟んで横2+2列とした4アブレストの普通車で、偏心回転式リクライニングシートで背ずりを倒すと座面の後ろ側が沈み込むチルト機構を装備している。座席の前後間隔（シートピッチ）は1,000 mmである。各座席には、肘掛部にAC100 Vコンセントのほか、ドリンクホルダーと網ポケットを設置した。2号車には車椅子対応座席と車椅子スペースを設置する。
トイレ・洗面所は2号車に設置されており、洋式・男性用および車椅子やオストメイトに対応した多機能トイレがある。そのほか、LED照明の導入などによる省エネルギー化や、客室妻面の扉上部にフルカラーの大形車内案内表示器を備えている。
各車両にWi-Fiルーターを設置し、公衆無線LANサービス（TOBU FREE Wi-Fi）を提供している。各出入口（デッキ）には防犯カメラを設置している。
車内放送は分割・併合を考慮して、各編成ごとに放送ができるようになっている。自動放送のアナウンスは、東上線「TJライナー」と同様に久野知美が担当している。
2020（令和2）年度に増備された509F - 511Fの3編成に関しては、荷物置き場の新設や温水洗浄便座の機種変更など、軽微な変化がみられる。

#### 乗務員室
併結時に編成間を通り抜けられるように、運転室側が仕切開戸と仕切引戸、車掌側を仕切開戸と仕切折戸で構成された仕切扉で仕切られる中央貫通構造としている。この構造は右側の視界において制約があるが、前面のガラスエリアや運転台機器配置の検討時において、走行線区の路線データを基に制作したVRを活用しており、運転時においての前方視界や信号確認に支障がないことを検証している。
主幹制御器（マスター・コントローラー）は横軸左手操作のワンハンドル式であり、ノッチの刻みは上から抜取・非常ブレーキ・常用ブレーキ7ノッチ・抑速・ユルメ・力行4ノッチの順となっている。計器類は速度計や圧力計といった計器類、戸閉知らせ灯や保安表示灯類は廃し、これらを液晶モニター（LCD）に表示するグラスコックピットを採用した。

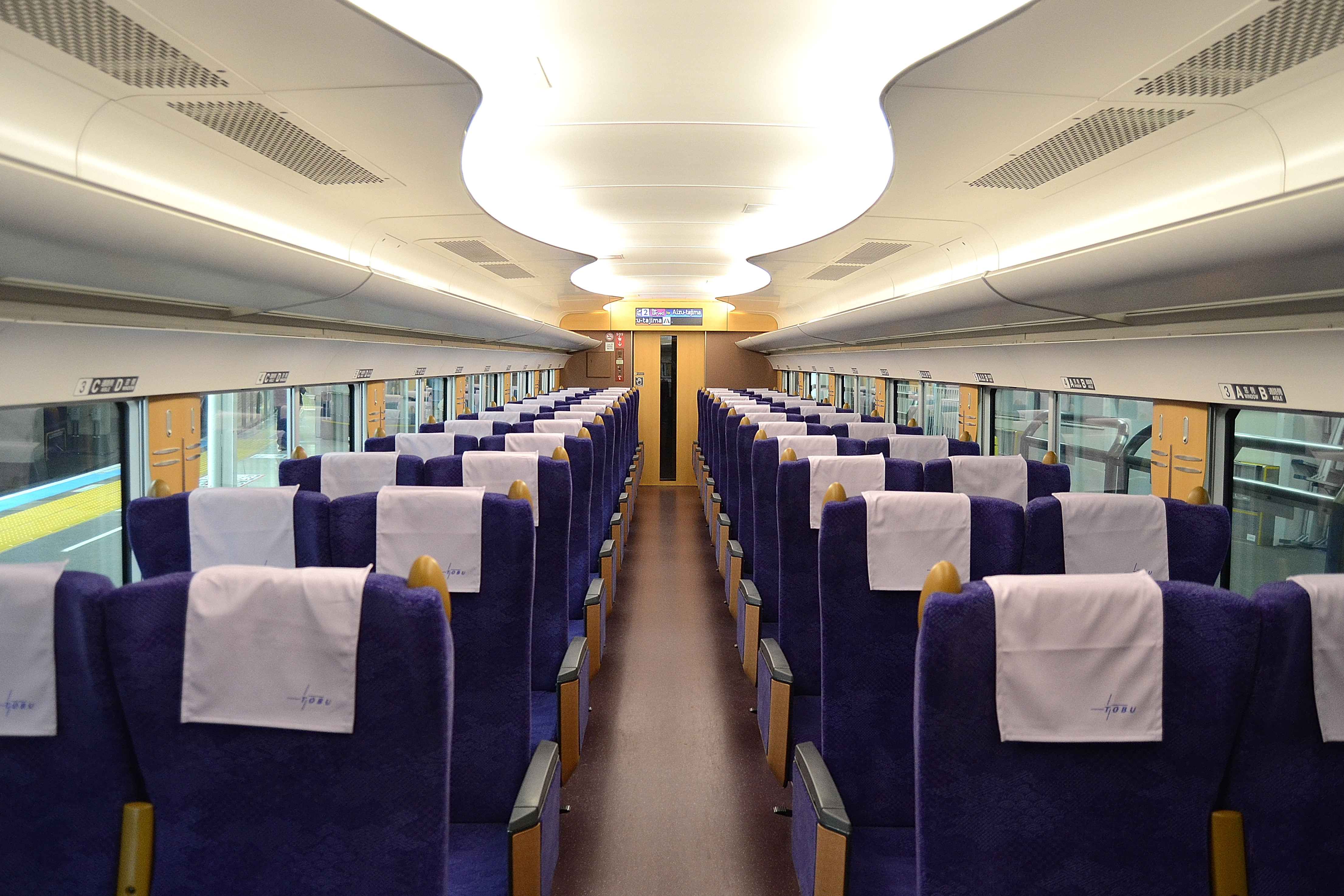
車内
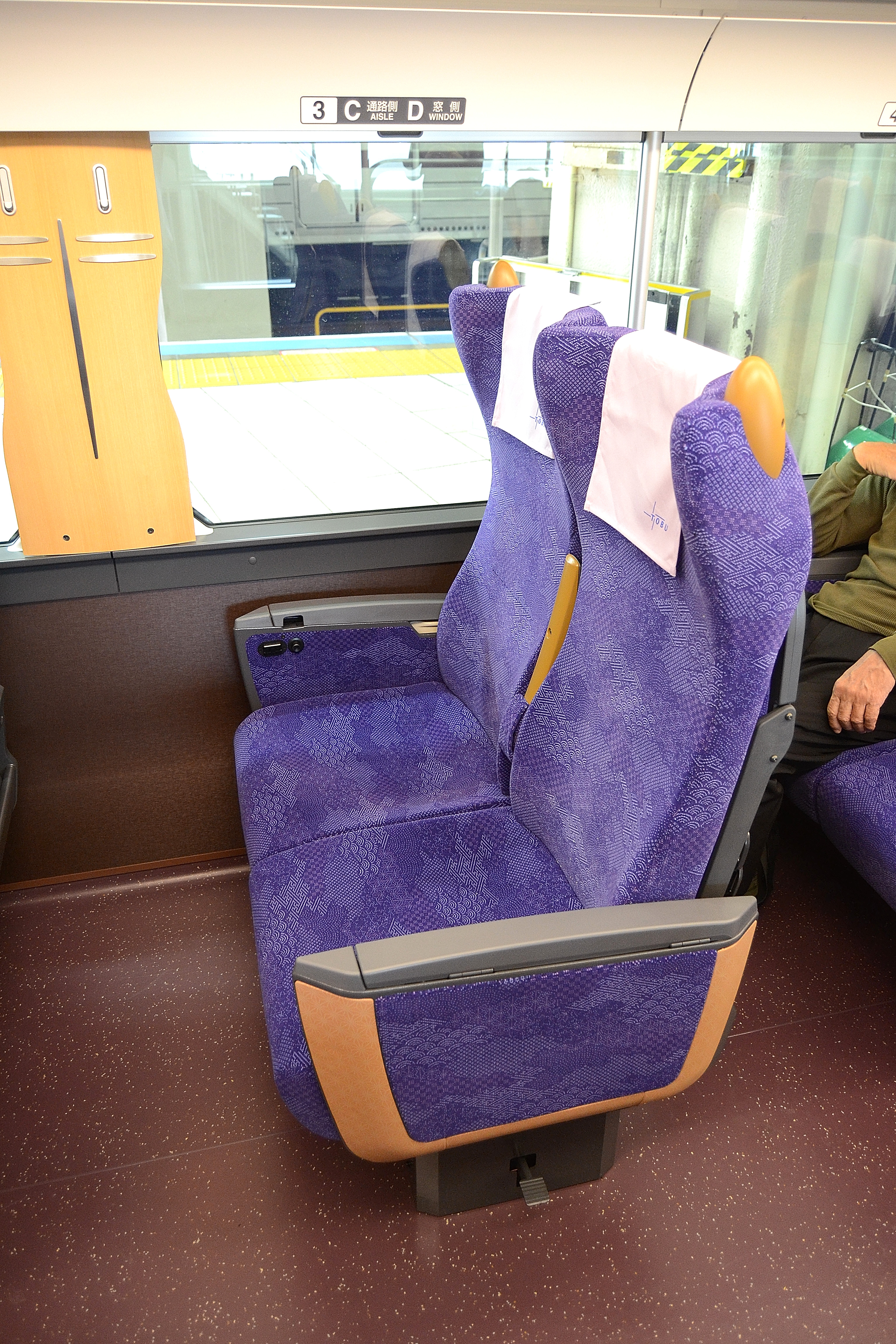
座席
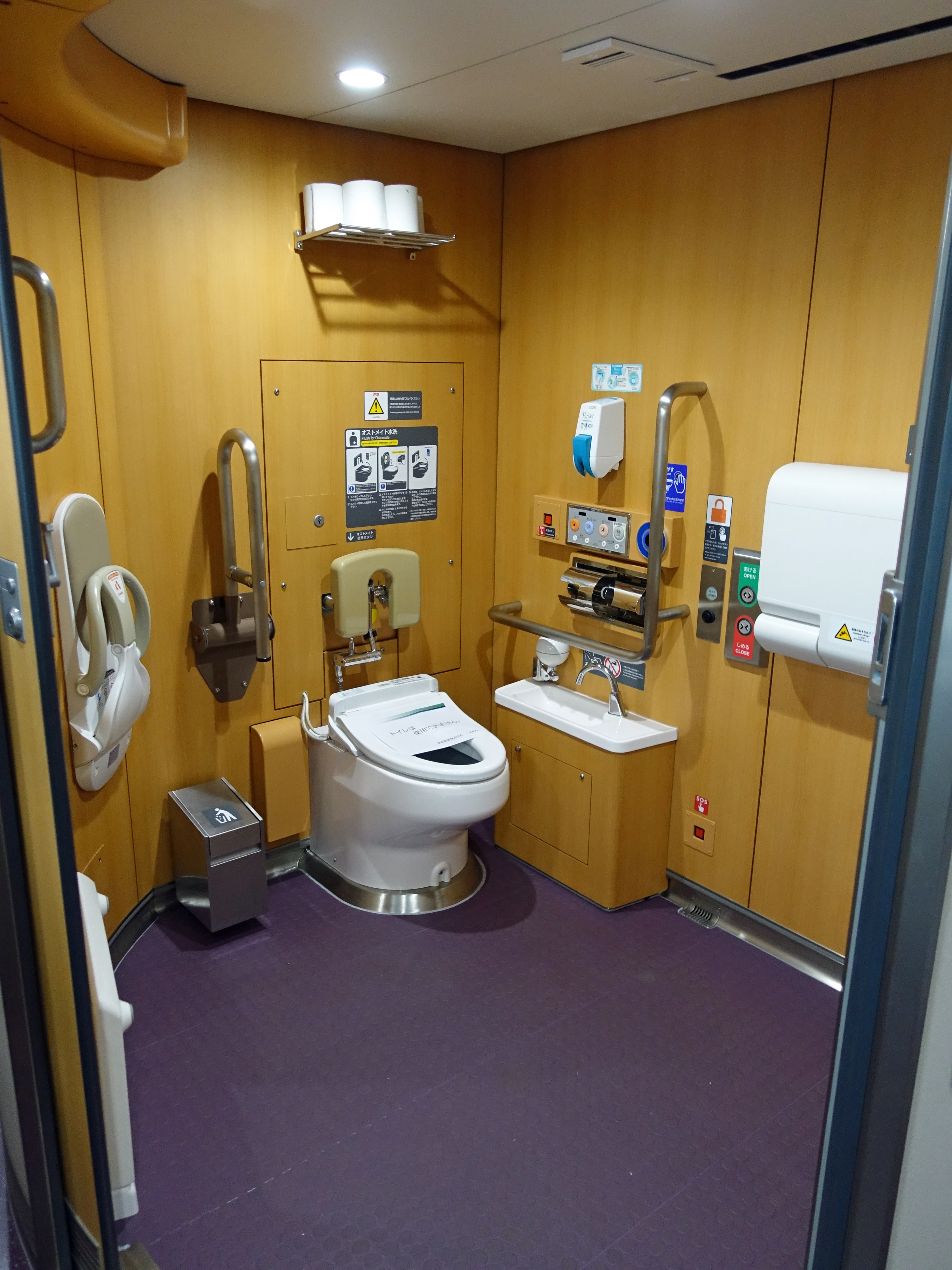
2号車の東武日光・鬼怒川方にある多目的トイレ
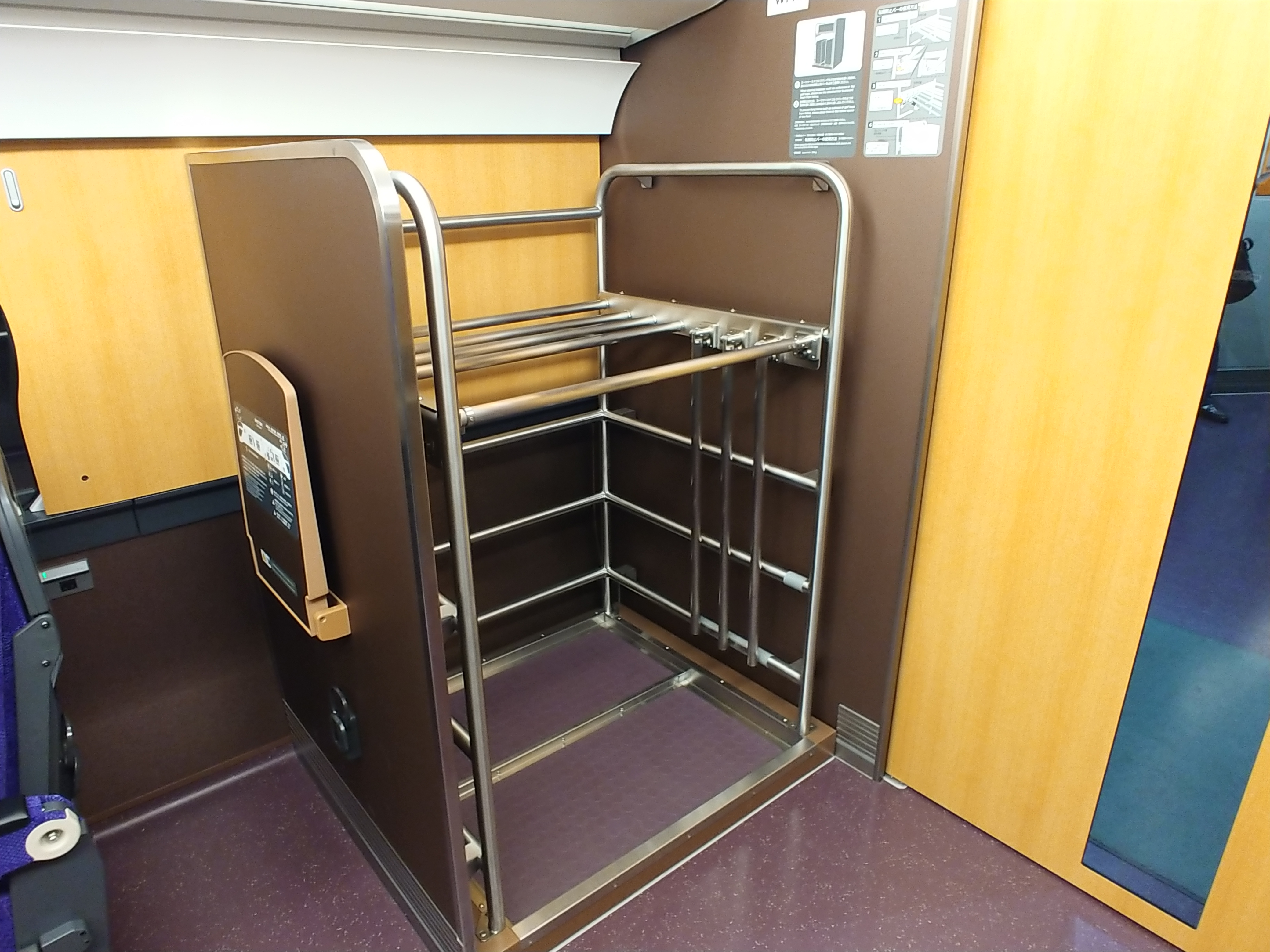
2020年から新設された荷物置き場

### 主要機器

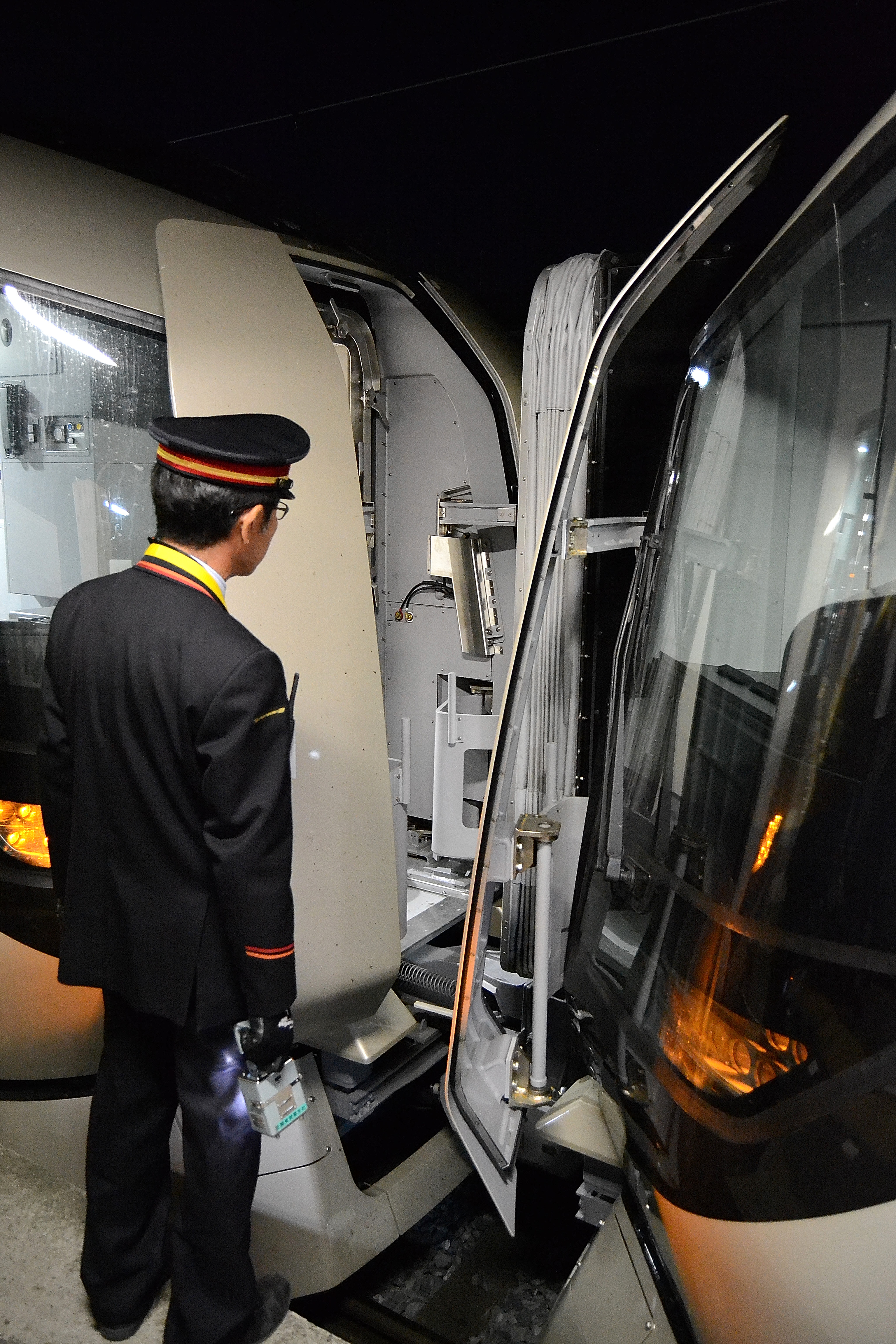
下今市駅において併結を行う500系、先頭車前面下部のLED前照灯の外側にあるLEDの注意喚起灯を点滅させている

浅草方からモハ500-1形+サハ500-2形+モハ500-3形の3両編成で構成されており、併結・分割機能を活かした多線区での広範囲での路線を走行するため、安定運行の確保・快適性の提供・環境負荷の低減の3つを考慮しており、安定運行の確保においては、静止型補助電源装置（SIV）・自動列車停止装置（ATS）・車両情報制御装置（T-TICS）は、主要部分において並列二重系または待機二重系とした2系統とし、不具合発生時には、並列稼働または待機しているもう1系統を使用して機能を維持しているほか、VVVFインバータ制御装置・電動空気圧縮機（CP）を2台搭載し、運転台にある液晶モニターは2台設置して、両者とも通常から2台稼働としており、不具合発生時には、残りの1台を稼働させることで、一部の機能は低下するものの、運行継続可能としたバックアップ二重系としている。
モハ500-1形とモハ500-3形には半導体素子にIGBTを使用した2レベル方式電圧形のVVVFインバータ制御装置と主電動機を搭載している。制御装置は全閉式永久磁石同期電動機（PMSM）に対応するため、1つの制御装置で1つの電動機を制御する1C1M方式を4群搭載した主電動機個別制御としており、落ち葉などが車輪の踏面とレールとの間に入り込み、粘着率が低下することによる空転時においては、空転していない電動機を駆動させることで粘着率の向上が可能となっている。ほかにも、定速制御・空気ブレーキによる補足による抑速運転・20km/h以下時において20km/hまで加速後に定速運転を行う低定速制御の機能があり、1つの制御装置に不具合が発生した場合には、もう1つの制御装置の出力を上げて運行継続可能とし、浅草-東武日光間での基本運用時においての運転時分の遅れがないようにした前述のバックアップ二重系としている。
制御装置および主電動機は東芝が製造している。ただし、2017年7月1日から東芝の鉄道事業を含む社会インフラ事業は、東芝インフラシステムズに分社化された。2025年4月1日に再度、東芝への統合が予定されている。
サハ500-2形には半導体素子にハイブリッドSiCを使用したIGBT3レベル方式の定格容量185kVAの静止形インバータ（SIV）とオイルレスタイプのスクロール式の吐出量1360 L/minの電動空気圧縮機（CP）をそれぞれ搭載している。静止形インバータは三菱電機製NC-GAT185C形で、三相交流440V・100V、直流100V・28Vを出力しており、構成している部品の入力側の高速度遮断器とフィルタリアクトル、出力側の変圧器と整流装置は各1基としているが、電源装置はパワーユニットと制御ユニットを組合わせたものを2基搭載して常に1基が稼働状態となっており、1基が故障の場合には、待機しているもう1基が稼働する待機二重系としている。電動空気圧縮機はナブテスコ製RR8形で、圧縮・除湿・制御・アフタークーラー・防塵パネル等をコンパクトにパッケージした空気源ユニットを2基搭載しており、常に2基が稼働状態とし、1基が故障した場合には、もう1基で運転が継続できるようバックアップ二重系としている。電動空気圧縮機は潤滑油が不要なオイルフリー（無給油）スクロール方式である。
蓄電池はサハ500-2に直流100V-100Ah、15V-30Ah、15V-6Ahの3つが搭載されており、15V-30Ahは列車無線非常通話用、15V-6Ahは列車無線非常防護発報用としている。集電装置は東洋電機製造製のPT7112-C形シングルアーム式パンタグラフをモハ500-1とモハ500-3の屋根上に1台ずつ搭載する。
台車は新日鉄住金→日本製鉄製の軸箱支持装置がモノリンク式ボルスタレス台車（ヨーダンパ装備）であり、電動台車がSS182M形（東武社内形式TRS-16M形）、付随台車がSS182T形（東武社内形式TRS-16T形）である。基礎ブレーキ装置は踏面片押し式のユニットブレーキを搭載しており、モハ500-1形の第1軸とモハ500-3形の第4軸には増粘着装置（ミュージェット）を装備している。また、さらなる乗り心地向上を目的として、全台車に東武鉄道としては初採用となるフルアクティブ式の車体動揺防止制御装置を採用している。これは、2つの加速度センサー・電磁弁・アクチュエータと1つの制御器で構成されており、電磁弁は動揺防止電磁弁箱に収容されている。作動の方式としては、加速度センサーが走行時での車体振動を検知して、それを基に制御器で車体の揺れを抑える力に計算した後に、その力を電流により配線を介してアクチュエータに指令を送り、アクチュエータがMR（元空気溜管）から分岐する空気管に設置された補助空気タンクと電磁弁を介して送られる電動空気圧縮機で作られた圧縮空気を動力源として、車体の揺れを減衰させる方向に作動させて振動を抑制している。
ブレーキは、回生ブレーキ併用電気指令式空気ブレーキ方式とし、ブレーキ制御装置を各車に1台搭載しており、運転台からのブレーキ指令を車両情報制御装置（T-TICS）を介して情報伝送を行う方式としており、ブレーキ力を編成内の各車のブレーキ制御装置で共有して分担する編成制御としている。また、ブレーキ制御装置には、電動空気圧縮機の起動または停止を制御する調圧器を設置しており、車両情報制御装置を介して起動または停止の信号を送るため、従来の車両にあった調圧同期信号線の引通し線をなくしている。また、車両情報制御装置（T-TICS）は運転台からの力行・ブレーキ指令などの運転指令制御のほか、各車両に搭載された機器の制御・モニタリングや故障記録・車上検査などの機能、運転台に設置された液晶モニターのメーター画面の表示も行う。
車両の連結解放時には、運転台にある連結操作スイッチを操作することで連結締切装置が作動して電気配線と空気配管の連結解放を行うとともに、解放時には電気連結器を装備した連結器の解放シリンダに圧力空気を送り込んで連結器の解放を行い、運転室内の操作部にある併結/分割スイッチを操作することで、制御部が動作のシーケンス制御を行いながら、エアーシリンダーの駆動によりエアーシリンダー本体に装備された近接スイッチと機構に組み込んだリミットスイッチで扉とホロBOXの位置検知をしながら自動で先頭車前面にある貫通扉の開閉と運転室内に装備されたホロBOXの展開・格納を行うが、ホロBOX同士を繋ぐ連結幌と渡り板の連結・解放は手動で行う。また、ホームからの先頭車同士の連結部分での転落を防止するため、客室扉の開閉時には、出入口ではないことをアナウンスするほか、停車時では下部のLED前照灯の外側にあるLEDの注意喚起灯を点滅させる。
保安装置は従来の変周式のATSの他にトランスポンダ式のTSP-ATSにも対応しており、モハ500-1形には、ATS装置（ATS/TP送受信部・受信制御部・変周式とトランスポンダ式に対応した車上子）、モハ500-3形には、ATS/TP送受信装置（ATS/TP送受信部・制御継電器部・変周式とトランスポンダ式に対応した車上子）をそれぞれ搭載している。また、ATS機能の他に、運転席のメータ画面の速度表示や戸閉保安の走行検知に列車速度を出力する列車速度出力機能、トランスポンダ式の地上子によるチェックイン・チェックアウト式のホーム検知機能を備えている。
野岩鉄道および会津鉄道への乗り入れ時においては、使用電力ピークを下げる機能を備えている。

## 運用

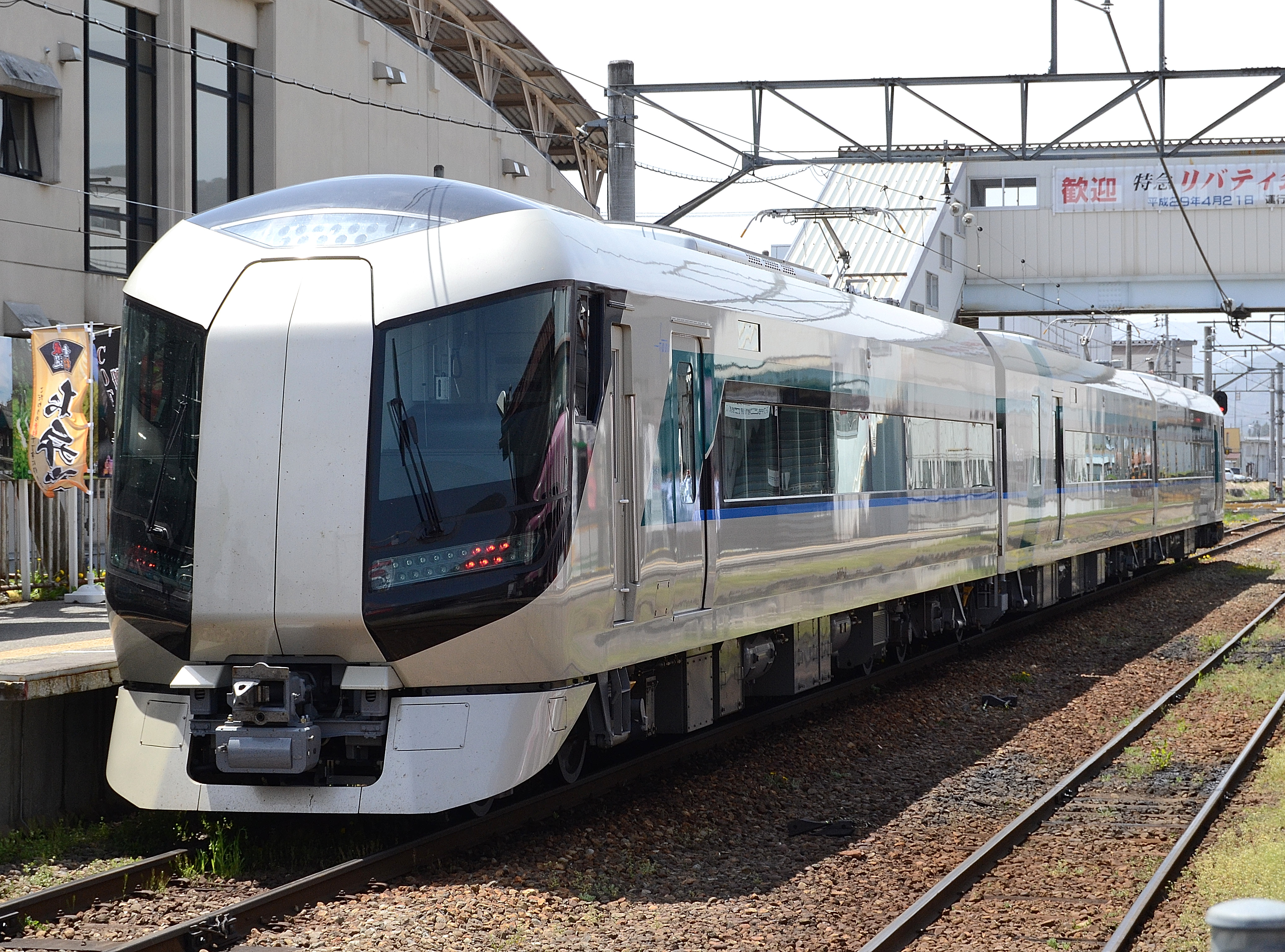
「リバティ会津」運用中の500系（2017年5月7日、会津田島駅）

東武日光線・鬼怒川線系統の特急「リバティけごん」・「リバティきぬ」、野岩鉄道会津鬼怒川線・会津鉄道会津線への直通特急である「リバティ会津」、伊勢崎線系統の「リバティりょうもう」、および浅草 - 春日部間の近距離特急である「スカイツリーライナー」に使用されている。2024年まではこのほかに野田線系統の「アーバンパークライナー」でも使用されていた。2018年6月1日からは「尾瀬夜行」に、同年12月28日からは「スノーパル」にも使用されている。なお、JR線への直通特急「きぬがわ」「日光」には使用されていない。
営業運転開始前の試運転としては、2017年2月4日に野田線の運河駅 - 船橋駅間に入線し、当形式運行開始1周年記念ツアーとして2018年5月26日に船橋 - 東武日光間を臨時運行した。

## 編成表

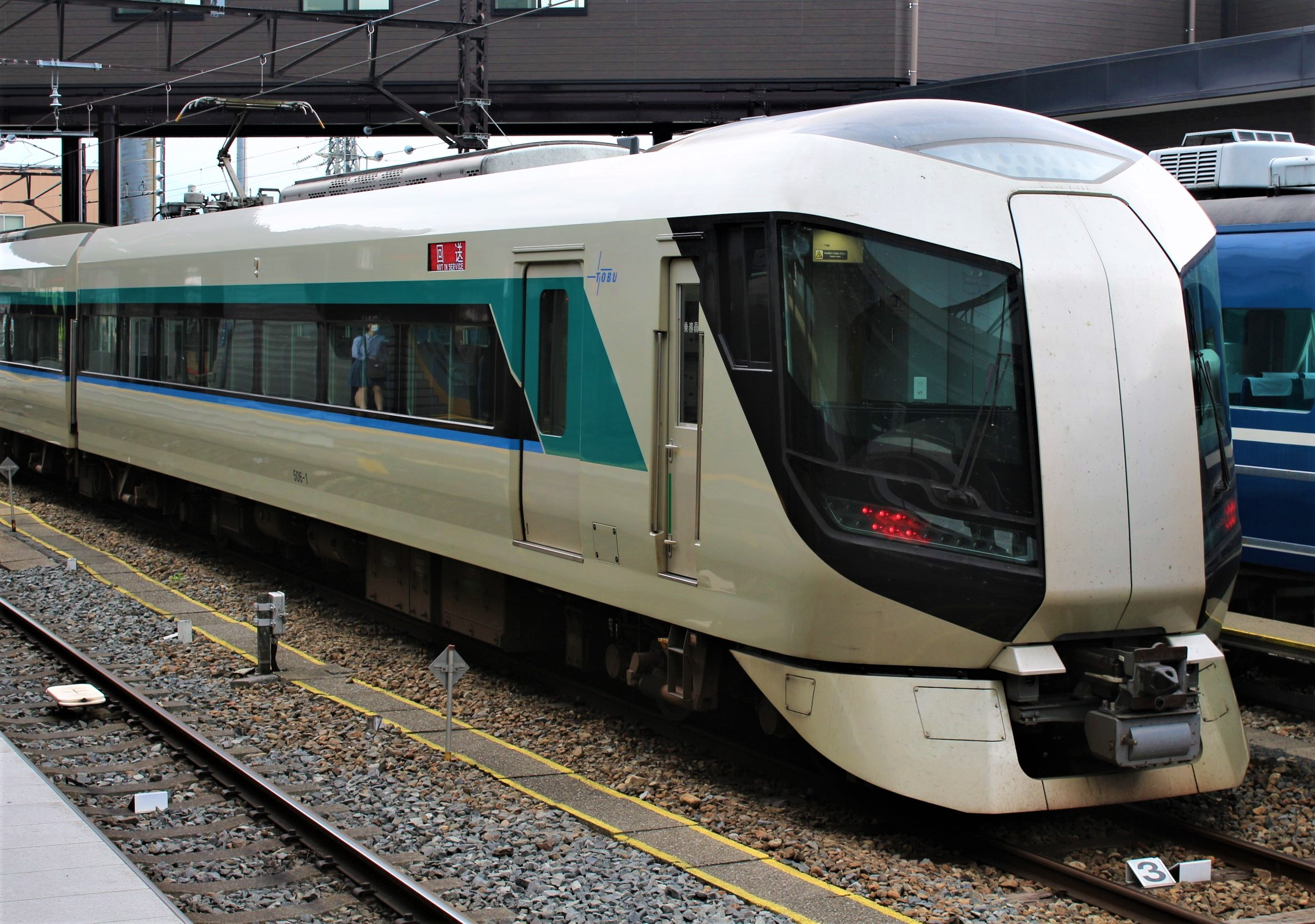
モハ500-1形
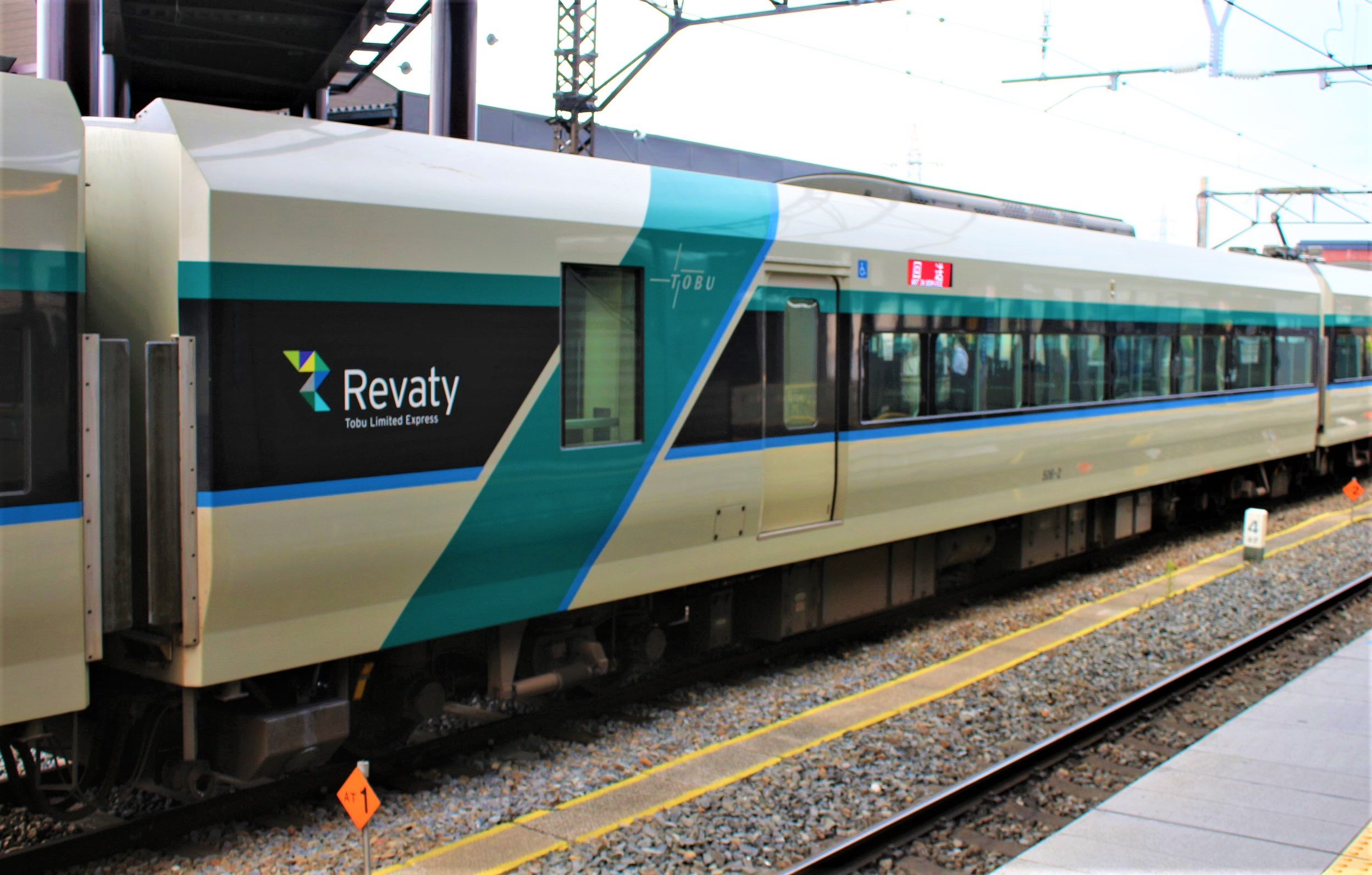
サハ500-2形
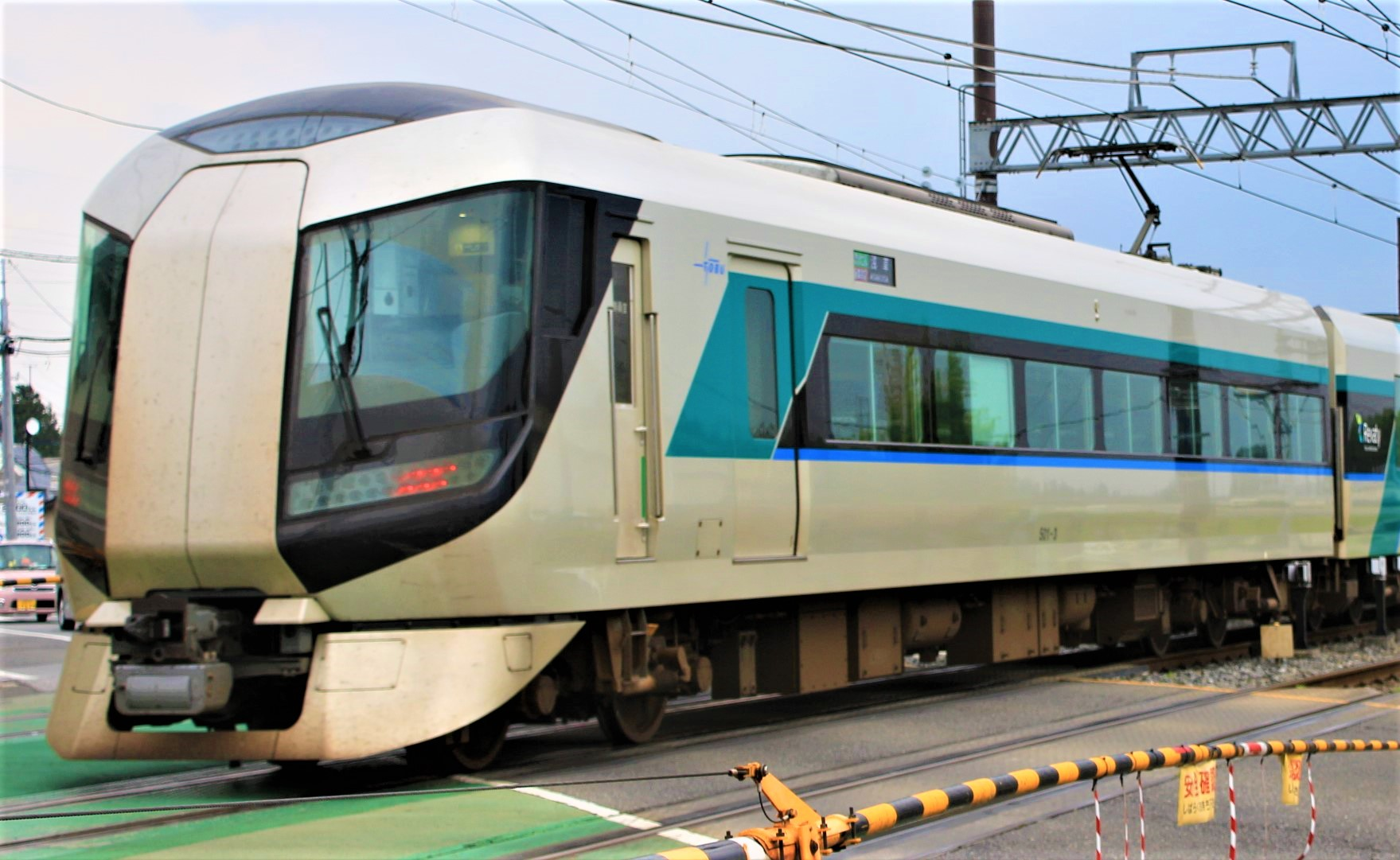
モハ500-3形

編成表は以下の通りである。
|          | ← 浅草 東武日光・会津田島・赤城・伊勢崎・葛生 → |                 |                   |
| 号車     | 3>                                              | 2               | <1                |
| 形式     | モハ500-1形 (Mc1)                               | サハ500-2形 (T) | モハ500-3形 (Mc2) |
| 搭載機器 | ATS・INV-4・B6                                  | CP・SIV・B1・B5 | ATS/TP・INV-4・B6 |
| 自重     | 40.5 t                                          | 35.1 t          | 40.4 t            |
| 定員     | 112                                             | 136             | 112               |
| 車両番号 | 501-1 ： 517-1                                  | 501-2 ： 517-2  | 501-3 ： 517-3    |

凡例
INV-4：VVVF制御装置（1C1M×4）、SIV：補助電源装置（静止形インバータ）、CP：電動空気圧縮機
ATS：TSP-ATS装置、B1：焼結式蓄電池100 V - 100 Ah、B5：焼結式蓄電池15 V - 30 Ah　B6：焼結式蓄電池15 V - 6 Ah
- モハ500-1形
- サハ500-2形
- モハ500-3形